# 아르나우 테나스
아르나우 테나스 우레냐 (Arnau Tenas Ureña, 2001년 5월 30일 ~ )는 스페인의 축구 선수이며, 파리 생제르맹에서 골키퍼로 뛰고 있다.
축구 선수 집안에서 태어난 그의 할아버지와 아버지는 골키퍼로 활동 했으며 쌍둥이 형제 마르크 테나스는 공격수로 활동 중이다.